# Dehloran
Dehloran (pers. دهلران) – miasto w Iranie, w ostanie Ilam. W 2006 roku miasto liczyło 27 602 mieszkańców.